# یورگن پاوریچ
یورگن پاوریچ (آلمانی: Jürgen Pauritsch؛ زادهٔ ۲ مهٔ ۱۹۷۷) دوچرخه‌سوار اهل اتریش است. وی در مسابقات ملی دوچرخه‌سواری جاده اتریش در سال ۲۰۰۱ قهرمان شده است.